# Roger Robinson
Roger Robinson (Seattle, Washington, 1940. május 5. – Escondido, Kalifornia, 2018. szeptember 26.) Tony-díjas amerikai színész.

## Fontosabb filmjei
- Believe in Me (1971)
- Kojak (1973–1976, tv-sorozat, 11 epizódban)
- Willie Dynamite (1974)
- Starsky és Hutch (Starsky and Hutch) (1975, tv-sorozat, egy epizódban)
- Friends (1979, tv-sorozat, öt epizódban)
- Meteor (1979)
- Rajtam a sor (It's My Turn) (1980)
- Hazárd megye lordjai (The Dukes of Hazzard) (1981, tv-sorozat, egy epizódban)
- Mi ketten (The Two of Us) (1981, tv-sorozat, egy epizódban)
- Lapátra tett férjek (The Lonely Guy) (1984)
- Esküdt ellenségek (Law & Order) (1991, tv-sorozat, egy epizódban)
- A suttyó család Amerikában (Flodder in Amerika!) (1992)
- Who's the Man? (1993)
- Burnzy's Last Call (1995)
- Veszélyes küldetés (New York Undercover) (1997, tv-sorozat, egy epizódban)
- Gyilkos utcák (Homicide: Life on the Street) (1997, tv-sorozat, egy epizódban)
- Pénzforgatók (Vig) (1998, tv-film)
- Vészhelyzet (ER) (1998–2001, tv-sorozat, három epizódban)
- Zsákolók (The Hoop Life) (2000, tv-sorozat, egy epizódban)
- New York rendőrei (NYPD Blue) (2002, tv-sorozat, egy epizódban)
- Randi az oltárnál (The Pleasure of Your Company) (2006)
- Sherlock és Watson (Elementary) (2013, tv-sorozat, egy epizódban)
- Hogyan ússzunk meg egy gyilkosságot? (How to Get Away with Murder) (2016–2018, tv-sorozat, négy epizódban)
- Henrietta Lacks örök élete (The Immortal Life of Henrietta Lacks) (2017, tv-film)